# Заліско Андрій Ігорович
Андрій Ігорович Заліско (нар. 4 жовтня 1977, Львів, УРСР) — український співак у стилі поп-фольк, заслужений артист України (2010). Співпрацював із «Територією А», та «Національним хіт-парадом» та гастролював з гуртами «Ван Гог» і «Фантом 2». Випустив 10 альбомів.

## Біографія
Народився у Львові в родині інженера заводу «Електропобутприлад» та продавчині універмагу. З 1978 до 1985 року навчався у музичній школі. 1987 року вступив до Львівського політехнічного інституту на геодезичний факультет, спеціальність — прикладна геодезія.
У 1994—1998 роках навчався у Київському інституті театрального мистецтва ім. Карпенка-Карого, режисер. Співпрацював із Територія А. 1995 року почав музичну кар'єру, презентував альбом «Так буває», перший концерт вібувся у Львові за участі Ірини Білик, Пікардійської терції та інших.
З початку пономасштабного вторгнення проводить благодійні концерти на підтирмку ЗСУ. Виступав у Греції, Італії, Португалії, Іспанії, Польщі, Бразилії з Julik. Разом вони зібрали 70 000 євро для ЗСУ.

## Дискографія
- 1995 — Так буває
- 1997 — Такий як всі
- 1998 — Лабіринт
- 2000 — Все буде так, як хочеш ти
- 2001 — Многая літа
- 2002 — Ковбой
- 2005 — Колядує Заліско і друзі
- 2008 — Заліско +

### Пісні
- Не бійся
- Запали вогонь
- Захотілося мені
- Я не зраджу
- Ти моя
- Що було те пройшло
- Знайди мене, знайди
- Хочеш іти — іди
- Одна любов
- Не покину я тебе
- Под облачком
- Циганка
- Як побачу тебе
- Їхали козаки
- Україна[14]
- Воля і свобода[15][16]
- Цілувала[17]
- Піду втоплюся[18]
- Хлопці підемо[19]

## Відеокліпи
- Заліско «Вулкан» (2014), 2014
- Заліско «Птаха», 2013
- Заліско «Україна», 2011
- Заліско «Знайди мене, знайди», 2012

## Нагороди
- 2009 — подяка від міського голови Львова за популяризацію української пісні у Львові та в Україні і закордоном.
- 2010 — Заслужений артист України[20].

## Особисте життя
Колишня дружина Інна, народилася в Червонограді, були одружені з 2010 до 2020 року.